# Johann Ernst Hebenstreit
Johann Ernst Hebenstreit (15 de janeiro de 1703, Neustadt an der Orla - 5 de dezembro de 1757, Leipzig) foi um médico e naturalista alemão.

## Obras

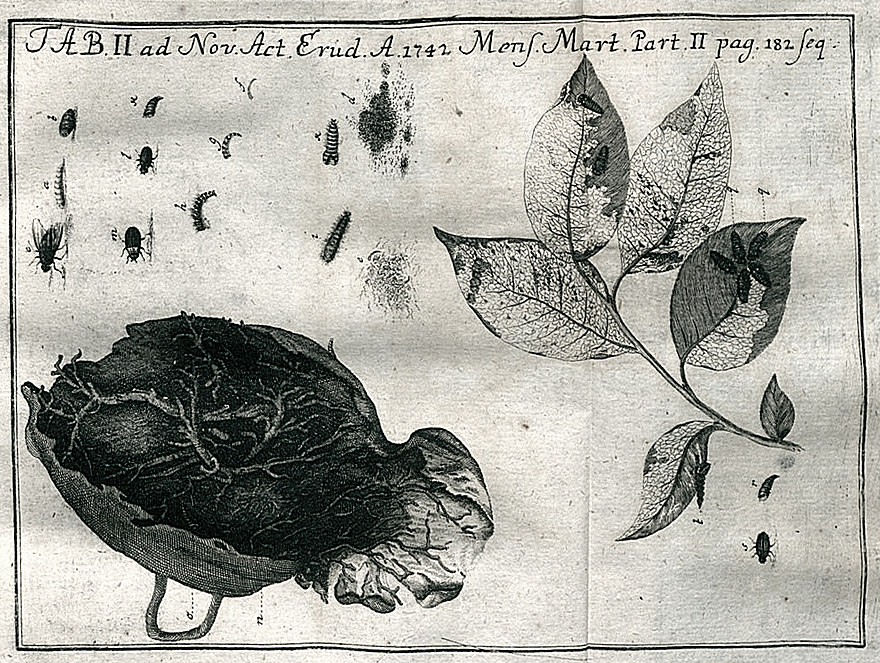
Ilustração da revisão a, 1742

- Ilustração da revisão a ''De Vermibus, Anatomicorum administris, Commentatio'' publicada em ''Acta eruditorum'', 1742De continuanda Rivinorum industria in eruendo plantarum charactere. Leipzig, 1726 (com Johann Christoph Lischwitz)
- De viribus minerarum et mineralium medicamentosis... Leipzig, 1730 (com Johann Caspar Küchler)
- De sensu externo facultatum in plantis judice. Leipzig, 1730 (com Christian Gottlieb Ludwig)
- De organis piscium externis: disserit simulque ad audiendam orationem de antiquitatibus romanis per Africam extantibus, qua professionem physiologiae ordinariam in Academia Lipsiensi clementissime sibi demandatam d. XX novembr. an. MDCCXXXIII... Leipzig, 1733
- Oratione ... qua antiquitatum romanorum per Africam repertarum memoriam recolit. Leipzig, 1733
- De usu partium carmen; seu, Physiologia metrica ad modum Titi Lucretii Cari De rerum natura... Leipzig, 1739
- De methodo cerebrum incidendi disserit et ad audiendam anatomen corporis masculini qua totius corporis humani fabricam expositurus est
- Pathologia metrica; seu, De morbis carmen... Leipzig, 1740
- De Vermibus, Anatomicorum administris, Commentatio Leipzig, 1742
- Museum Richterianum continens fossilia animalia, vegetabilia marina Leipzig, 1743 (com Johann Friedrich Christ)
- Anthropologia forensis sistens medici circa Rempublicam causasque dicendas officium cum rerum anatomicarum ac physicarum quae illud attinent expositionibus. Leipzig, 1753
- De homine sano et aegroto carmen sistens physiologiam, pathologiam, hygienen, therapiam, materiam medicam, praefatur de antiqua medicina carmen..., Leipzig, 1753
- Vier Berichte von seiner auf Befehl und Kosten Friedrich Augusts des I. Königs in Pohlen, Churf. zu Sachsen etc. etc. im Jahre 1732 in Begleitung einiger anderen Gelehrten und Künstler auf den afrikanischen Küsten nach Algier, Tunis und Tripolis angestellten Reise. In: Johann Bernoulli: Sammlung kurzer Reisebeschreibungen und anderer zur Erweiterung der Länder- und Menschenkenntniß dienender Nachrichten. Berlin/Leipzig 1783, Band 9, S. 299-344, Band 10, S. 415-444, Band 11, S. 359-416, Band 12, S. 389-416

## Homenagens
Carl von Linné nomeou o gênero Hebenstretia da família Scrophulariaceae em sua honra.